# Miasto Lepoglava
Miasto Lepoglava (chorw. Grad Lepoglava) – jednostka administracyjna w Chorwacji, w żupanii varażdińskiej. W 2011 roku liczyła 8283 mieszkańców.